# حسین‌آباد رومنی
حسین‌آباد رومنی یک منطقهٔ مسکونی در ایران است که در بخش مرکزی شهرستان شهربابک واقع شده‌است. حسین‌آباد رومنی ۳۹ نفر جمعیت دارد.